# 6902 Hideoasada
6902 Hideoasada (1989 US3) là một tiểu hành tinh vành đai chính được phát hiện ngày 16 tháng 10 năm 1989 bởi Y. Mizuno và T. Furuta ở Kani.